# حرضة (يهر)

تعديل مصدري - تعديل

حرضة هي إحدى قرى عزلة يهر بمديرية يهر التابعة لمحافظة لحج، بلغ تعداد سكانها 203 نسمة حسب تعداد اليمن لعام 2004.